# أسود خبيث (ثعبان)
الأسود الخبيث أو البثن (الاسم العلمي: Atractaspis engaddensis) أحد أنواع الثعابين السامة، سمّها شديد الخطورة، تستوطن عدد من المناطق في الشرق الأوسط منها فلسطين، الأردن، لبنان، السعودية كذلك شبه جزيرة سيناء، يتمييز بصغر حجمه حيث أن طوله لا يتجاوز 60 سم ويتميز أيضاً بأن رأسه يشبه ذيله حتى أنك لا تستطيع تمييز رأسه بسهولة بلونه الأسود الداكن.
يُعد هذا الثعبان أحد أخطر أنواع الثعابين في العالم من حيث السُمّية، وهو الثعبان الوحيد في العالم الذي لا يمسك باليد، لأن أنيابه خارج فمه وهو ايضاً قادر على تحريك نابيه بعدة أتجاهات، وفي حال قام بلدغ شخص بالغ في كامل صحته فإنه يموت بالغالب بعد عشرة دقائق.
وهو يختلف عن الصل الأسود من حيث الطول وشكل الرأس، حيث أن الصل أطول ورأسه أعرض.

## السم
سم البثن أو الأسود الخبيث غير مألوف وجديد بين الثعابين الأخرى. السم لا يسبب شلل العضلات الهيكلية ويتميز بأنه قد يسمم الأعصاب وعضلة القلب معا.
السم له قوة مميتة عالية جدًا، مع جرعة قاتلة في الوريد 0.06 وفي الفئران تبلغ 0.075 ميكروغرام لكل جرام من وزن الجسم في الفئران. يكون عمل السم سريعًا.